# Ramon Benito i Martínez
Ramon Benito Martínez (Tordera, 29 d'agost de 1974) és un entrenador i exjugador d'hoquei sobre patins català, que des de l'any 2015 entrena el Girona Club d'Hoquei.
Va començar a practicar l'hoquei amb el Club Patí Tordera, on debutaria en el primer equip l'any 1993, després de passar un any pel Blanes Hoquei Club. El 1996 fitxa pel Club Patí Vic i es converteix en un dels referents de l'equip, assolint un copa del rei l'any 1997.
L'etapa més brillant de la seva carrera esportiva ha transcorregut al FC Barcelona, on arribà l'any 1999 de la mà de Carlos Figueroa. La seva vinculació amb el Barça conclou l'any 2006, en el partit que atorgà al seu equip el títol de lliga d'aquesta temporada.
A partir de la temporada 2006-2007 torna a jugar amb el Blanes HC. Era un defensa fort i ràpid, amb un gran xut des de la llarga distància i un caràcter que el convertia en un dels líders de l'equip.
Després de divuit anys com a jugador d'hoquei sobre patins, es va retirar al final de la temporada 2009-10, passant a ser secretari tècnic i entrenador del Blanes HC. Al febrer de 2013 fou destituït com a tècnic del conjunt blanenc, tot i que s'hi incorporà de nou per uns mesos de l'any 2014. Posteriorment, entrenà el Club Patí Tordera la temporada 2014/15. L'any 2015 fitxà pel Girona Club d'Hoquei i aconseguí que, per primera vegada a la història, assolís la màxima divisió estatal, l'OK Lliga.

## Palmarès com a jugador

### Club Patí Vic
- 1 Copa del Rei (1998/99)

### FC Barcelona
- 5 Copes Continentals (2000/01, 2001/02, 2002/03, 2004/05, 2005/06)
- 5 Copes d'Europa (1999/00, 2000/01, 2001/02, 2003/04, 2004/05)
- 1 Copa de la CERS (2005/06)
- 3 Copes Ibèriques (1999/00, 2000/01, 2001/02)
- 2 Supercopes espanyoles (2003/04, 2004/05)
- 7 Lligues espanyoles (1999/00, 2000/01, 2001/02, 2002/03, 2003/04, 2004/05, 2005/06)
- 4 Copes del Rei (1999/00, 2001/02, 2002/03, 2004/05)

### Blanes Hoquei Club
- 2 Golden Cup (2006, 2007)